# Підрізчихинське сільське поселення
Підрі́зчихинське сільське поселення (рос. Подрезчихинское сельское поселение) — адміністративна одиниця у складі Білохолуницького району Кіровської області Росії. Адміністративний центр поселення та єдиний населений пункт — селище Підрізчиха.

## Історія
Станом на 2002 рік на території сучасного поселення існували такі адміністративні одиниці:
- Підрізчихинський сільський округ (селища Підрізчиха, Сумчино, присілок Високово)

Поселення були утворені згідно із законом Кіровської області від 7 грудня 2004 року № 284-ЗО у рамках муніципальної реформи шляхом перетворення Підрізчихинського сільського округу.

## Населення
Населення поселення становить 799 осіб (2017; 825 у 2016, 850 у 2015, 871 у 2014, 940 у 2013, 979 у 2012, 1031 у 2010, 1549 у 2002).

## Склад
До складу поселення входить 1 населений пункт:
| Населений пункт    | Населення, осіб (2002) | Населення, осіб (2010) |
| ------------------ | ---------------------- | ---------------------- |
| Високово, присілок | 4                      | -                      |
| Підрізчиха, селище | 1428                   | 1031                   |
| Сумчино, селище    | 117                    | -                      |